# Kombu
A kombu (japánul: 昆布, romanizáltan: konbu vagy kombu) ehető tengeri moszat, főként a Laminariaceae családból, és széles körben fogyasztják Kelet-Ázsiában. Dasima (koreaiul: 다시마) vagy haidai (egyszerűsített kínai: 海带; hagyományos kínai: 海帶; pinjin: Hǎidài) néven is ismert.
A tengeri moszat számos civilizáció étrendjében szerepel, beleértve a kínai és az izlandi kultúrát is; azonban a tengeri moszat legnagyobb fogyasztói a japánok, akik több mint 1500 éve építik be étrendjükbe a tengeri moszatot és a tengeri moszatot.

## Táplálkozási és egészségügyi hatások
A kombu jó glutaminsavforrás, egy aminosav, amely az umamiért felelős (a japán szó az 1908-ban azonosított alapvető ízre). A kombu mellett számos élelmiszer tartalmaz glutaminsavat vagy glutamátokat.
A kombu rendkívül magas jódtartalmú. Ez az elem elengedhetetlen a normális növekedéshez és fejlődéshez.
Élelmi rostforrás is. Az algák, beleértve a kombut is, ismeretlen enzimek egész családjait is tartalmazzák, amelyek lebontják az emberi bélrendszer számára normális esetben emészthetetlen komplex cukrokat (ezáltal gázképződést okoznak). Tartalmazza a jól tanulmányozott alfa-galaktozidáz és béta-galaktozidáz enzimeket is.